# Declaração Shermanesca

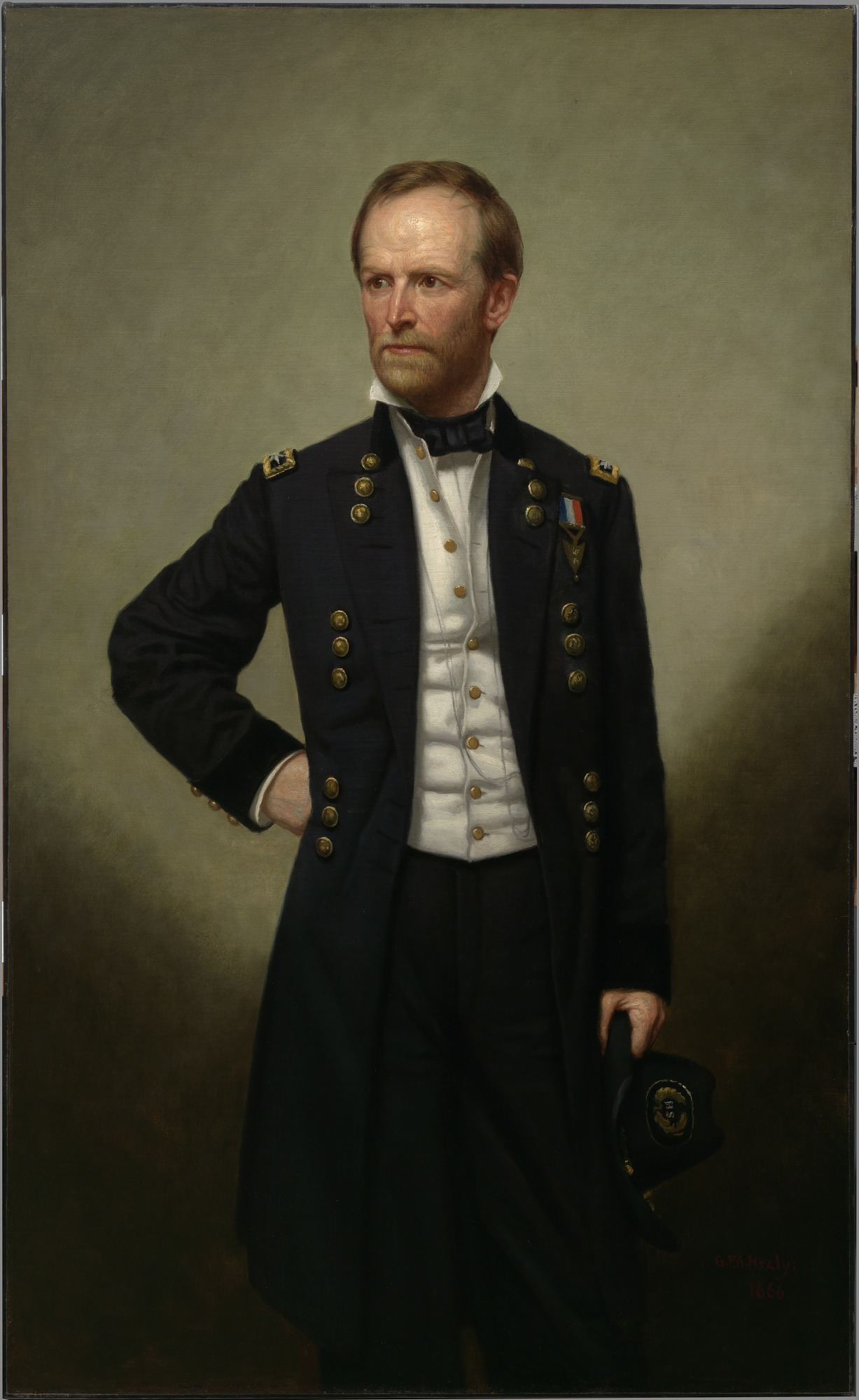
William T. Sherman, que dá nome à declaração.

Uma declaração Shermanesca, também chamada de declaração de Sherman, discurso de Sherman, é jargão político americano para uma declaração clara e direta de um candidato potencial, indicando que ele não concorrerá a um cargo eleito específico.
O termo deriva da promessa de Sherman, uma observação feita pelo general aposentado da Guerra Civil Americana, William Tecumseh Sherman, quando Sherman estava a ser considerado como um possível candidato republicano para a eleição presidencial dos EUA de 1884. Sherman recusou, dizendo: "Não aceitarei se for nomeado e não servirei se for eleito", e permaneceu afastado da política até à sua morte em 1891. Treze anos antes, ele havia afirmado de forma semelhante: "Declaro, e quero dizer tudo o que digo, que nunca fui e nunca serei um candidato à Presidência; que, se nomeado por qualquer um dos partidos, recusaria peremptoriamente; e mesmo se eleito por unanimidade, recusaria servir." Estas declarações são frequentemente abreviadas como "Se for convocado, não concorrerei; se for nomeado, não aceitarei; se for eleito, não servirei."

## Outras iterações
O presidente dos EUA, Lyndon B. Johnson, invocou a promessa no seu discurso nacional de 31 de março de 1968, que se concentrou principalmente na Guerra do Vietname. Johnson anunciou que – porque “causas partidárias” interfeririam nos seus deveres – ele não buscaria um segundo mandato completo, dizendo: "Não buscarei e não aceitarei a nomeação do meu partido para outro mandato como seu presidente."
O presidente Franklin D. Roosevelt inverteu a promessa em 1944, afirmando que se sentia obrigado a servir se fosse nomeado: "Se o povo me ordenar que continue neste cargo e nesta guerra, tenho tão pouco direito de me retirar quanto o soldado tem de deixar o seu posto na linha de frente." Dwight D. Eisenhower queria "usar palavras semelhantes às de Sherman" quando muitos lhe pediram na década de 1940 para concorrer à presidência, mas não o fez porque acreditava que ninguém "tem o direito de declarar, categoricamente, que não cumprirá nenhum dever que o seu país possa exigir dele".
Desde então, jornalistas têm frequentemente pressionado potenciais candidatos a fazer uma promessa de Sherman em vez de uma resposta menos definitiva. Em 1983, o congressista democrata Mo Udall, do Arizona, conhecido pela sua argúcia e que fez campanha para presidente em 1976, foi questionado se concorreria na eleição de 1984. Udall respondeu: "Se for nomeado, concorrerei ao México. Se for eleito, lutarei contra a extradição."
Quando questionado pela Fox News se concorreria à presidência em 2008, o vice-presidente Dick Cheney citou a declaração de Sherman quase palavra por palavra. Quando o governador do Ohio, Ted Strickland, apoiou Hillary Clinton na corrida para a  nomeação presidencial democrata em 2008, Strickland afirmou a promessa Sherman palavra por palavra quando questionado se queria ser escolhido como o seu running mate para a vice-presidência. Ele reiterou isso quando perguntado se queria ser o running mate de Barack Obama depois de que Obama tivesse garantido a nomeação. David Petraeus citou Sherman quando questionado sobre uma candidatura presidencial em 2012. Paul Ryan afirmou uma declaração Shermanesque em abril de 2016 quando questionado sobre a possibilidade de se tornar candidato numa convenção contestada.
Em junho de 2004, o ex-líder do Partido Nacional Escocês, Alex Salmond, disse, em resposta a perguntas sobre se Salmond buscaria a liderança novamente, que "Se nomeado, recusarei. Se for convocado, adiarei. E se eleito, renunciarei". Um mês depois, mudou de ideias e candidatou-se à liderança, tornando-se mais tarde o Primeiro Ministro da Escócia.
O autor Stephen King, em relação à eleição para governador do Maine em 2018, declarou que "se for nomeado, não concorrerei e, se for eleito, não servirei. Acho que alguém famoso disse isso."